# Archange Tuccaro

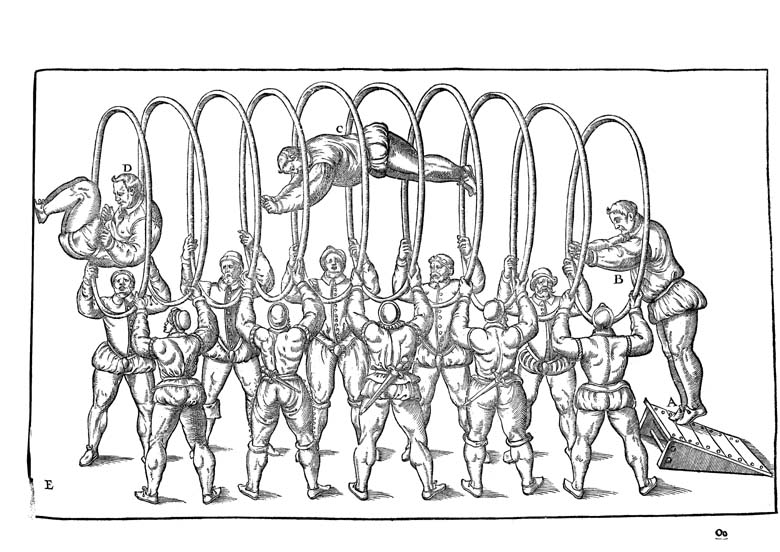
Grabado del libro Diálogos sobre el ejercicio de saltar en el aire de Archange Tuccaro (1599)

Archange Tuccaro o Tuccarro  (Provincia de L'Aquila, c. 1535- ?,1602 o 1616) fue un acróbata y equilibrista italiano que estuvo al servicio del emperador Maximiliano II de Habsburgo y del rey Carlos IX de Francia. Tuccaro escribió un libro sobre acrobacias titulado Diálogos sobre el ejercicio de saltar en el aire.
Por mandato del emperador Maximiliano II, Tuccaro participó en el séquito de su hija la archiduquesa Isabel, que marchó a Francia para casarse con el rey Carlos IX quien, tras verlo actuar en Mezières, quiso mantenerlo a su lado, le concedió el título de saltarin du roi (saltarín del rey) y le nombró su instructor en ejercicios acrobáticos.

## Obra
En 1599, Tuccaro publicó en París su libro Dialogues de l'exercice de sauter et voltiger en l'aire, avec les figures qui servent a la parfaite demonstration et intelligence du dit art (Diálogos sobre el ejercicio de saltar y voltear en el aire, con las ilustraciones que sirven para la perfecta demostración y entendimiento de dicho arte).
El libro, escrito en forma de diálogo, se publicó con 88 grabados que ilustran más de 50 ejercicios acrobáticos. Está considerado el primer método de gimnasia del mundo y se piensa que Tuccaro lo escribió para la instrucción del rey Carlos IX.

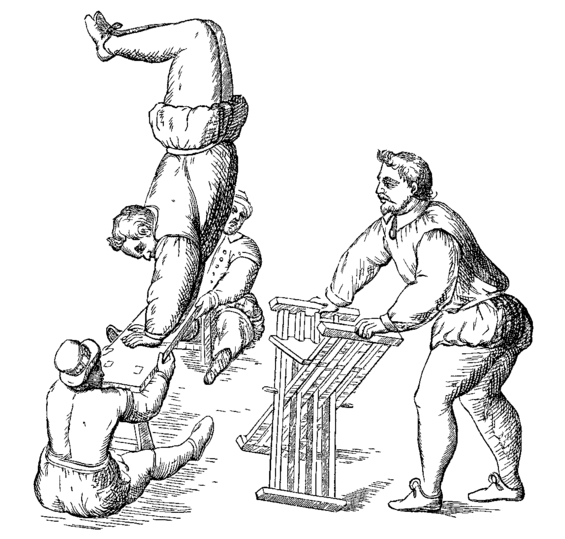
Grabado del libro Diálogos sobre el ejercicio de saltar en el aire de Archange Tuccaro (1599).